# Горское (Львовская область)
Го́рское (укр. Гірське) — село в Николаевской городской общине Стрыйского района Львовской области Украины.
Население по переписи 2001 года составляло 3074 человека. В 2024 году проживает 3 тысячи человек. Занимает площадь 3,32 км². Почтовый индекс — 81625. Телефонный код — 3241.
В селе действует учебно-воспитательный комплекс

## История

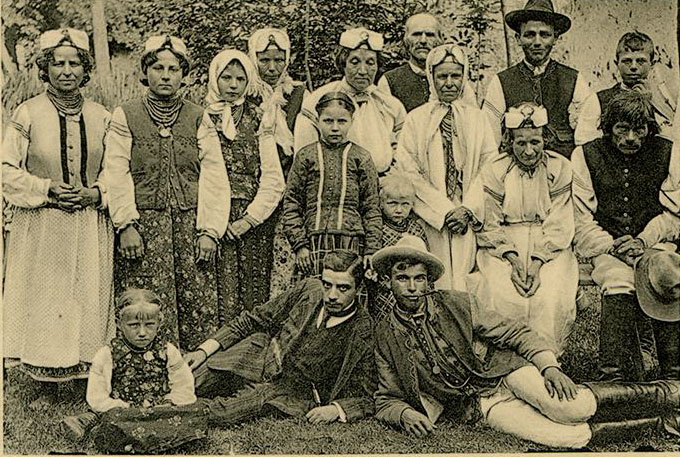

Первое письменное упоминание о селе датируется 1499 годом.
В 1946 г. указом Президиума Верховного Совета УССР село Горуцко переименовано в Горское.